# Juin 1789

## Événements
- 1er juin :

Le Serment du Jeu de Paume
par Jacques-Louis David

  - début de la construction de Fort Washington, à Losantiville (Cincinnati) dans l'Ohio, pour protéger les premières colonies américaines dans le Territoire du Nord-Ouest[1].
  - France : États généraux. Necker réussit à obtenir le doublement du Tiers état. Noblesse et clergé rejettent la vérification des mandats en commun et le vote par tête proposés par le Tiers. Les débats sont bloqués.
- 4 juin, France : décès de Louis, dauphin de France, fils ainé du roi et héritier du trône au Château de Meudon.
- 13 juin, France : trois membres du clergé poitevin se joignent au tiers état : René Le Cesve, Ballard, Jallet.
- 14 juin, France : six autres membres du clergé se joignent au tiers état, parmi lesquels l'abbé Grégoire.
- 17 juin, France : proclamation de l'Assemblée nationale : après une proposition de Sieyès, le tiers état décide de se constituer en Assemblée nationale[2].
- 19 juin, France :
  - Barère publie le 1er numéro du « Point du jour » ;
  - de nouveaux délégués du Clergé se joignent au tiers état ;
  - le clergé décide de se joindre au Tiers par 149 voix contre 137. Le roi annonce un lit de justice pour le 23 juin.
- 20 juin : serment du Jeu de Paume[2]. Les députés de l'Assemblée nationale jurent de ne pas se séparer avant d'avoir donné une Constitution à la France.
- 22 juin, France :
  - le roi concentre ses troupes qui arrivent autour de Paris (40000 hommes) sous les ordres du maréchal de Broglie;
  - l'Assemblée nationale se réunit à l'église Saint-Louis à Versailles.
- 23 juin, France :
  - séance royale[3]. Le roi ordonne aux députés de siéger par ordre séparé, annule toutes les décisions du Tiers et propose un programme de réforme conforme aux pratiques de la monarchie consultative. À l’issue de la séance royale, le Tiers refuse de quitter la salle ;
  - apostrophe apocryphe de Mirabeau : « Nous sommes ici par la volonté du peuple et nous n'en sortirons que par la force des baïonnettes »;
  - l'Assemblée nationale déclare inviolable la personne de ses députés ;
  - création du Club breton.
- 24 juin, France : le clergé vient siéger avec le Tiers.
- 25 juin, France : 47 députés de la noblesse, dont Stanislas de Clermont-Tonnerre, Louis Alexandre de La Rochefoucauld d'Enville, Philippe Egalité, duc d'Orléans ont rallié l'Assemblée nationale.
- 27 juin, France : le roi ordonne aux députés de la noblesse de rejoindre les élus du tiers état et du clergé. Le vote se fera par tête et non par ordre.
- 28 juin : premier numéro du Patriote français de Brissot.

## Naissances
- 30 juin : Friedrich Boie (mort en 1870), naturaliste allemand.
- 24 juin : Silvio Pellico, écrivain italien († 31 janvier 1854).
- 21 juin : Carl Ludwig Blume, botaniste hollandais († 1862).

## Décès
- 4 juin : Louis Joseph Xavier François de France, dauphin de France, de la tuberculose.